# Koala
De koala of buidelbeer (Phascolarctos cinereus) is een buideldier uit de familie koala's (Phascolarctidae) die voorkomt in het oosten van Australië. De familienaam Phascolarctos is afgeleid van de Oudgriekse woorden φάσκωλος en ἄρκτος die respectievelijk "buidel" en "beer" betekenen. Het Latijnse cinereus betekent "askleurig".
Door zijn teddybeer-achtige uiterlijk wordt hij vaak ten onrechte als een beer beschouwd.
"Koala" komt uit het Dharuk, een uitgestorven aboriginaltaal die rond Sydney werd gesproken. Het zou zoiets betekenen als "drinkt niet", verwijzend naar het feit dat de koala zelden drinkt (zie onder). De koala, zoals vele andere inheemse Australische dieren, speelt een belangrijke rol in de aboriginal-mythe over het ontstaan van de wereld.

## Uiterlijke kenmerken
Het mannetje weegt zo'n 12 kilo, het vrouwtje 8 kilo. Ze worden ongeveer 65 tot 75 cm lang. In het noorden van Australië wegen koala's bijna de helft minder. Zuidelijke koala's hebben een dikkere vacht dan die in het warmere noorden. De kleuren van de vachten variëren sterk per individu en worden lichter naarmate koala's ouder worden, maar de meeste zijn grijs met wit op de kin, borst, voorpoten en romp. Koala's hebben een korte staart, die geen functie lijkt te hebben. De poten van koala's zijn daarentegen heel functioneel. Ze hebben vijf vingers per poot. Twee van de vingers zijn opponeerbaar, vergelijkbaar met een duim. Daardoor kunnen koala's heel gericht dingen vastpakken, zoals hun voedsel. De vingerafdrukken komen sterk overeen met die van mensenhanden.

## Voeding en gedrag
Koala's eten bijna uitsluitend bladeren van de eucalyptusboom. De bladeren zijn vezelrijk en bevatten gif dat voor de meeste andere dieren gevaarlijk is. Omdat koala's een langzaam metabolisme hebben, slapen koala's zo'n 20 uur per etmaal, vaak in een boom. Volgens andere bronnen is dit zelfs 18-22 uur, waarmee de koala de grootste slaper van het dierenrijk is. De rest van hun tijd besteden ze vooral aan eten en het zoeken naar eten en potentiële partners. Ze verplaatsen zich bij voorkeur in de uren na zonsondergang en kunnen ook zwemmen. Koala's zijn solitaire territoriumdieren en "blaffen" weleens agressief naar soortgenoten. Koala's "knuffelen" ook met bomen om hun lichaam koel te houden.
In tegenstelling tot wat wel gedacht wordt, lusten ze niet alle soorten eucalyptus, maar vermoedelijk slechts een paar. Omdat koala's moeilijk te traceren zijn en vooral 's nachts en solitair leven, is dit voor de wetenschap moeilijk te bepalen. Van de enige honderden soorten zijn de favorieten vermoedelijk Eucalyptus viminalis, Eucalyptus punctata en Eucalyptus camaidulensis. In de bladeren zit genoeg vocht, zodat de koala verder normaal niet hoeft te drinken. Om te rusten verkiezen ze vaak andere eucalyptussoorten, zoals Eucalyptus globulus.

## Voortplanting

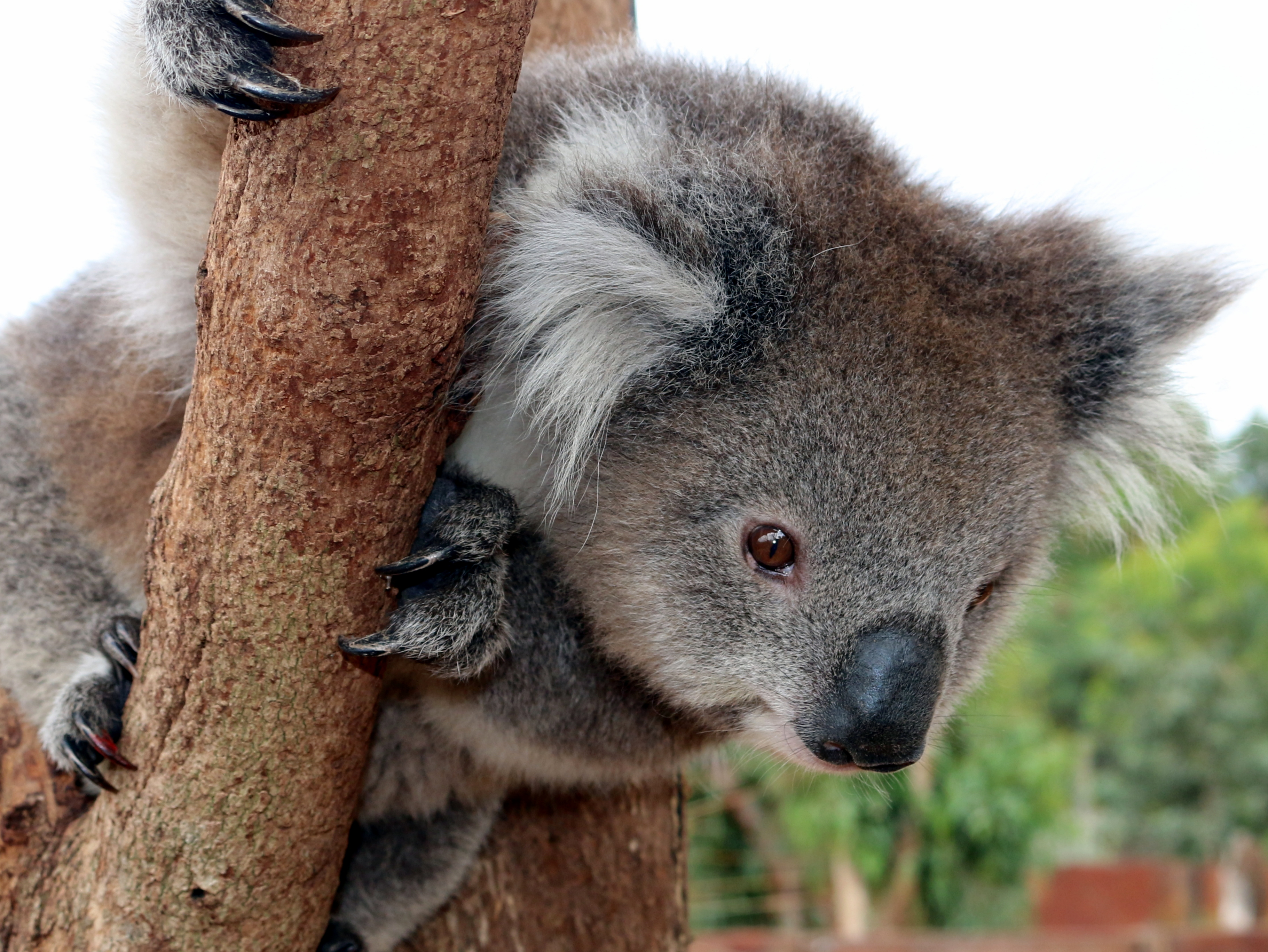
Koala in een Australische dierentuin

Koala's zijn polygaam en paren doorgaans in de zomer, tussen oktober en februari. De copulatie duurt maar kort en gaat gepaard met krabben en bijten. Het laatste spermavocht verhardt waardoor de man er indirect voor zorgt dat de vrouw de eerste dagen niet met een andere man kan paren. Het verharde sperma vormt een "stop". Na een paar dagen verliest het vrouwtje de "stop" vanzelf. Zo heeft men in dierentuinen een extra bevestiging van een paring. Het koalajong (de joey) wordt na vijf weken geboren, maar is dan nog kaal, blind en slechts zo'n 2 cm lang. De vijf à zeven maanden daarop brengt het door in de buidel van de moeder, waar het melk drinkt uit een van de twee tepels. In de maanden daarna eet het jong onder andere een speciaal aangemaakte darmbrij van de moeder, waar bacteriën in zitten die de vertering van eucalyptusbladeren verbeteren. Het jong is ongeveer na elf maanden onafhankelijk van zijn moeder.
Van de buidel wordt soms beweerd dat die naar achteren gericht is, zoals bij zijn naaste verwant de wombat. In feite is die niet naar boven, noch naar onderen gericht, maar gewoon naar buiten. Als het jong ouder wordt en uit de buidel gaat hangen, duwt hij de buidel wel in achterwaartse richting. Een sluitspier voorkomt dat de joey uit de buidel valt.

## Bescherming
Aan het begin van de 20e eeuw was de koala door de jacht bijna uitgeroeid, maar sindsdien zijn natuurbeschermers erin geslaagd hun aantallen weer te doen toenemen. Dit succes heeft zeker te maken met het "schattige" voorkomen van de koala, dat hem een voorsprong geeft ten opzichte van andere, minstens zo sterk bedreigde Australische vogel- en zoogdiersoorten.
In geïsoleerde gebieden van waaruit migratie niet mogelijk is, werden de koala's soms weer zo talrijk dat ze verplaatst moesten worden of van de honger omkwamen. Ziektes, zoals chlamydia, hebben ook hun tol geëist.
Zolang er voldoende voedsel is, kunnen koala's prima samenleven met mensen, maar ze hebben wel veel ruimte nodig. Koala's verplaatsen zich via beboste corridors over grote afstanden op zoek naar nieuwe leefgebieden en partners. De aanleg van bijvoorbeeld wegen of woonwijken snijdt deze corridors af, waardoor de koala in een kleiner gebied opgesloten zit. Ook wordt de koala bedreigd door dingo's en verwilderde honden.

## Verspreiding
Koala's komen voor in de vier oostelijke deelstaten van Australië, Queensland, New South Wales, Victoria en Zuid-Australië. De oorspronkelijke populatie koala's in Zuid-Australië was aan het begin van de twintigste eeuw vrijwel uitgeroeid, maar door het uitzetten van koala's uit Victoria in de deelstaat zijn er nu weer verschillende populaties in het zuidoosten van Zuid-Australië, waarvan de grootste op Kangaroo-eiland. De zuidelijkst voorkomende koala's (ondersoort P. c. victor) zijn de grootste.

## Virus
Wetenschappers onderzoeken momenteel (anno 2009) een retrovirus dat de koala potentieel met uitsterven bedreigt. Het virus nestelt zich in het DNA waardoor het nageslacht van een geïnfecteerde koala het virus overerft.